# 마리아 (현이와 덕이의 노래)
〈마리아〉는 대한민국의 남매듀엣 현이와 덕이의 첫번째 정규음반 《순진한 아이》의 B면 머릿곡으로 발표된 곡이다. 《순진한 아이》의 수록곡들 대부분이 장덕이 중학교 2학년(만 14세) 때인 1975년에 이미 작사 · 작곡해 놓은 것 임을 볼 때 이 곡 또한 1975년 경 만들어진 곡일 가능성이 높다. 이 곡은  《순진한 아이》 음반이 발표되고 7개월 후 발표된 현이와 덕이의 캐럴음반 《디스코 크리스마스》에도 같은 버전으로 재수록 되었다.